# Jelle Brandt Corstius
Jelle Brandt Corstius (Bloemendaal, 9 april 1978) is een Nederlands journalist en correspondent, Ruslandkenner, publicist en programmamaker. Hij is de zoon van schrijver Hugo Brandt Corstius en een broer van columniste Aaf Brandt Corstius.

## Loopbaan
Brandt Corstius, telg uit het patriciërsgeslacht Corstius, volgde van 1990 tot 1996 het vwo aan het Amsterdams Lyceum en ging daarna voor een jaar naar het Elizabethtown College in Pennsylvania. Van 1997 tot 2003 studeerde hij geschiedenis en journalistiek aan de Rijksuniversiteit Groningen. In Groningen was hij lid van de studentenvereniging A.S.V. Dizkartes.
Brandt Corstius was van 2002 tot 2005 redacteur voor de talkshow Barend & Van Dorp. Hij woonde van 2005 tot 2010 in Moskou, waar hij correspondent was voor Trouw, De Standaard en mensenrechtenmagazine Wordt Vervolgd.
In 2009 maakte Brandt Corstius voor de VPRO de televisieserie Van Moskou tot Magadan, waarin hij in Rusland op zoek ging naar thema's die het dagelijks leven van de gewone Rus domineren. In 2010 vervolgde hij zijn reportages in de serie Van Moskou tot Moermansk. Brandt Corstius presenteerde in dat jaar en in 2011 het programma Zomergasten. Nadat hij in 2012 en 2013 de reportageserie Van Bihar tot Bangalore over India had gemaakt, trok hij in 2014 met een UAZ-busje door de Kaukasus voor de serie De bergen achter Sotsji. In 2015 volgde, naar aanleiding van Russische annexatie van de Krim, de serie Grensland over Rusland en zijn buren. In 2016 bracht hij deze reisverhalen op toneel in het stuk Hoe overleef ik de  Russische winter?, samen met de muzikant Oleg Fateev.
In 2017 presenteerde hij voor de VPRO de zesdelige documentairereeks Robo sapiens over robots en kunstmatige intelligentie.
Naar aanleiding van de coronacrisis besloot Brandt Corstius zich te laten omscholen tot basisschoolleraar.
In 2023 maakte Brandt Corstius samen met Ruben Terlou de VPRO-serie Langs de Nieuwe Zijderoute. Tijdens het derde jaar van de oorlog in Oekraïne reisde hij in 2025 langs de steden langs het front en belichtte hij de geschiedenis van het land en haar inwoners. Hiervan deed hij verslag voor de VPRO in de zesdelige serie Van Moskou tot Maidan.

## Persoonlijk
Brandt Corstius woont sinds 2010 in Amsterdam. Hij heeft een relatie met Marscha Holman (dochter van Theodor Holman); zij hebben een dochter.

## MeToo-affaire
In 2017 bracht Brandt Corstius (in het kader van de MeToo-Beweging) in dagblad Trouw naar buiten dat hij in het prille begin van zijn tv-loopbaan verkracht zou zijn. Dat deed hij geanonimiseerd uit vrees voor een eventuele aanklacht wegens smaad.
Televisieproducent Gijs van Dam maakte zich bekend als de door Brandt Corstius bedoelde persoon, weersprak de beschuldigingen en deed aangifte van smaad, waarop Brandt Corstius aangifte deed van verkrachting of aanranding. Beide zaken werden door het Openbaar Ministerie geseponeerd. In een daarop door Gijs van Dam ingestelde artikel 12 Sv-procedure oordeelde het Gerechtshof op 23 juli 2019 dat het OM Jelle Brandt Corstius alsnog diende te vervolgen. In januari 2023 is hij ontslagen van alle rechtsvervolging.
Hoewel hij eerder het tegendeel had verklaard, verklaarde Brandt Corstius in oktober 2019 spijt te hebben van de wijze waarop hij een en ander in de openbaarheid had gebracht.

## Televisie
- Van Moskou tot Magadan, 2009 (bekroond met de eerste Theodor Award)
- Van Moskou tot Moermansk, 2010
- Zomergasten, 2010, 2011, 2024
- Van Bihar tot Bangalore, 2012, 2013
- De bergen achter Sotsji, 2014
- Grensland, 2015
- Robo sapiens, 2017
- Langs de nieuwe zijderoute, 2023
- Van Moskou tot Maidan, 2025